# Таурас
Тауразький футбольний клуб «Таурас» (лит. Tauragės Futbolo Klubas «Tauras») — литовський футбольний клуб із міста Таураге, заснований 1922 року. Виступає у лізі A.

## Колишні назви
- Tauragės Sporto Sąjunga (1922)
- Šauliai
- Tauras (1942–1947)
- Žalgiris (1947–1957)
- Maistas (1957–1959)
- Maisto Sporto Klubas (MSK) (1959–1962)
- Tauras (1962–1990)
- Elektronas (1990–1992)
- Tauras-Karšuva (1992–1995)
- Tauras (1995—2005)
- Tauras ERRA (2005—08)
- Tauras (з 2008)

## Досягнення
Кубок Литви:
- Фіналіст (1): 2009